# Milićevci
Milićevci (cyr. Милићевци) – wieś w Serbii, w okręgu morawickim, w mieście Čačak. W 2011 roku liczyła 821 mieszkańców.